# 2063
2063 — 2063 рік нашої ери, 63 рік 3 тисячоліття, 63 рік XXI століття, 3 рік 7-го десятиліття XXI століття, 4 рік 2060-х років.

## Вигадані події
- У хронології Зоряний шлях створений Зефрамом Кокрейн перший на Землі варп-двигун здійснює політ 5 квітня. Тієї ж ночі вчені Вулкана, виявивши позивні корабля Кокрейн, вступають в перший контакт із Землею. Більшість подій фільму Зоряний шлях: Перший контакт відбуваються в 2063.
- У хронології Космос: Далекі куточки міжзоряна війна з Чігамі починається після руйнування колоній Землі Веста і Теллус в 2063.
- В епізоді «Злочини Жари» мультсеріалу Футурама вчені час від часу скидали масивні брили льоду в океан для боротьби з глобальним потеплінням аж до 3002, поки не вдалося пересунути Землю на нову орбіту і тим самим радикально охолодити атмосферу.